# Бень Василь Костьович
Василь Костьович Бень (29 березня 1885 с. Ременів — 26 червня 1941, за іншими даними 1945, Львів) — старшина Армії УНР, ад'ютант Симона Петлюри, директор державної української школи імені Маркіяна Шашкевича — єдиної державної української школи в Польщі.

## Життєпис

В часі навчання у гімназії

Василь Костьович Бень народився 29 березня 1885 року в селянській родині в с. Ременів. Бень закінчив львівську гімназію та філософський факультет Віденського університету. До початку першої світової війни вчителював.

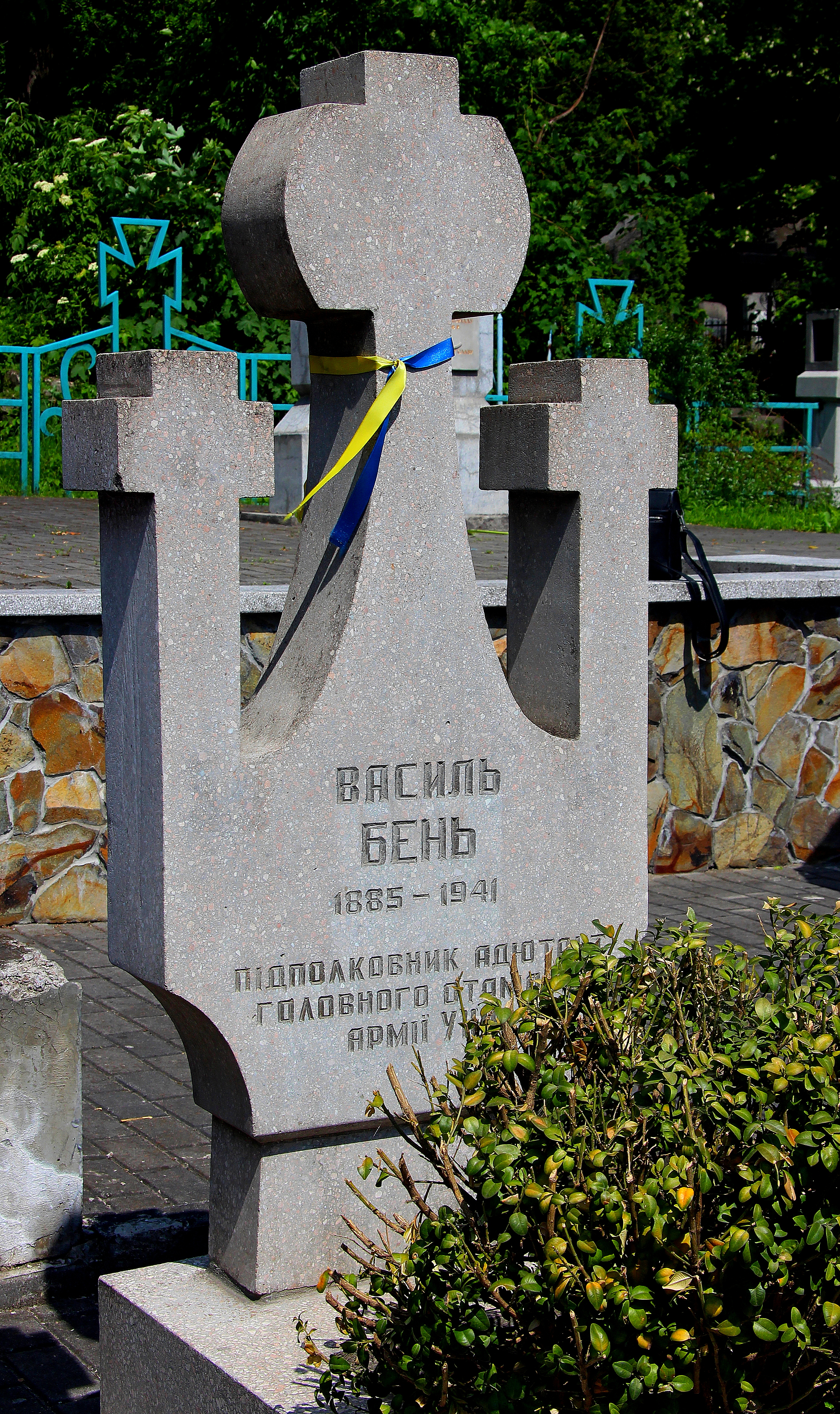
Місце поховання Василя Беня

### В австрійському війську
Як старшину резерви його покликали до австро-угорського війська. 1914 року фельдфебель Бень у 19-му Ландверному полку вчив військової грамоти двадцятитрирічного Євгена Коновальця, призваного до армії напередодні Світової війни. Під час одного з боїв потрапив до російського полону.

### У службі Україні
Після лютневої революції 1917 року Василеві вдається дістатися Києва. Тут зустрів свого земляка Романа Сушка, Євгена Коновальця, Івана Ющишина, які вже почали творити Галицько-Буковинський курінь.
1918 року Василя Беня, як людину з певним військовим досвідом та знавця кількох європейських мов, Симон Петлюра призначив своїм ад'ютантом, перекладачем і старшиною для особливих доручень. Так, під час переговорів з поляками, Василь Бень у складі української делегації зустрічався з Юзефом Пілсудським. Збереглася фотографія, яка зафіксувала мить, коли Василь Бень доповідав Симонові Петлюрі та Юзефові Пілсудському про початок дефіляди українсько-польських військ напередодні наступу на Київ. 15 січня 1919 року Василь Бень отримав високе призначення — на посаду начальника Окремого залізнично-технічного корпусу i 29 травня того ж року був усунутий з цієї посади.

### Міжвоєнний період
Після поразки Армії УНР підполковник Василь Бень повертається до рідної Галичини. В часописі «Червона Калина» з'являються його статті про боротьбу українців за свою державність. У зв'язку з тим, що Юзеф Пілсудський особисто знав Беня, то польська влада його не переслідувала. За рекомендацією митрополита Шептицького Беня призначають директором єдиної в Польщі державної української школи ім. Маркіяна Шашкевича. Невдовзі польське міністерство освіти було змушене визнати, що ця львівська школа стала однією з найкращих у Польщі. У Василя Беня, який жив при школі, не раз гостювали Євген Коновалець, Андрій Мельник, Іван Ющишин, Роман Сушко та багато інших колишніх старшин УСС, а тоді вже членів УВО.

### Смерть
1939 року Галичина опинилася в радянській окупації. 1940 року його звільнили з посади директора, а наступного року, 26 червня, арештували і тієї ж ночі закатували українського старшину у львівській тюрмі на Лонцького. Після того, як червона армія відступила зі Львова, то його разом з іншими закатованими було поховано на Янівському цвинтарі, на меморіалі УГА. На початку 1970-х років меморіал був зруйнований. Однією з перших була знищена могила Василя Беня.
І лише у 1992 році, коли відновлювали стрілецький меморіал, могилу підполковника Беня було знайдено. Його тлінні останки ідентифікували. Тепер Василь Бень спочиває поруч із прем'єр-міністром ЗУНР Костем Левицьким і командувачем УГА Мироном Тарнавським.

## Вшанування пам'яті
На фасаді львівської школи № 34, де він 10 років був директором, встановлено меморіальну таблицю. У шкільному музеї є відділ, присвячений Василеві Беню.